# Grzegorz Chojnacki (duchowny)
Grzegorz Chojnacki (ur. 12 czerwca 1967 w Sulęcinie) – polski duchowny rzymskokatolicki, doktor habilitowany nauk teologicznych, profesor nadzwyczajny Uniwersytetu Szczecińskiego, członek Polskiego Towarzystwa Teologicznego i Stowarzyszenia Teologów Moralistów, dziekan Wydziału Teologicznego Uniwersytetu Szczecińskiego oraz dyrektor Instytutu Nauk Teologicznych Uniwersytetu Szczecińskiego, członek rady naukowej czasopisma „Studia Oecumenica”, redaktor naczelny czasopisma „Studia Paradyskie”, ekspert Polskiej Komisji Akredytacyjnej

## Życiorys
Syn Stanisława i Stanisławy z domu Ziemba. Absolwent Liceum Ogólnokształcącego w Sulęcinie. Po maturze w 1986 wstąpił do Wyższego Seminarium Duchownego w Paradyżu. Święceń prezbiteratu udzielił mu 30 maja 1992 w katedrze Wniebowzięcia Najświętszej Maryi Panny w Gorzowie Wielkopolskim biskup diecezjalny gorzowski Józef Michalik. 
W 1993 ukończył studia magisterskie na Papieskim Wydziale Teologicznym we Wrocławiu, a w latach 1993–1998 odbywał studia specjalistyczne na Wydziale Teologicznym w Paderborn, które ukończył ze stopniem doktora 6 lipca 1998.
W latach 1999–2005 był dyrektorem Katolickiego Centrum Studenckiego w Słubicach. Od 2003 do 2012 roku był związany z Instytutem im. Edyty Stein w Zielonej Górze sekcji Wydziału Teologicznego Uniwersytetu Szczecińskiego (WT US), początkowo jako wicedyrektor, a od 2006 jako dyrektor tego instytutu. W 2012 roku został powołany na prodziekana WT US, a od 2015 roku pełni funkcję kierownika Katedry Teologii Moralnej i Duchowości WT US. 24 września 2015 roku uzyskał na tej uczelni stopień doktora habilitowanego nauk teologicznych, natomiast z początkiem stycznia 2017 został profesorem nadzwyczajnym Uniwersytetu Szczecińskiego.
W Wielki Czwartek 2016, podczas Mszy Krzyżma, ordynariusz diecezji zielonogórsko-gorzowskiej, bp Tadeusz Lityński uhonorował go tytułem kanonika R.M., natomiast w rok później, w 25-lecie kapłaństwa, tytułem kanonika honorowego gorzowskiej kapituły katedralnej.

## Odznaczenia i wyróżnienia
- Srebrny Medal „Zasłużony dla Nauki Polskiej Sapientia et Veritas” (2023)[12]